# بحيرة شمسة
بحيرة شمسة تقع قرب واحة شمسة في مدينة توزر من الجنوب الغربي التونسي و وتبعد عنها حوالي 13 كيلو متر.